# Rupert Penry-Jones
Rupert Penry-Jones, född 22 september 1970 i London, brittisk skådespelare.
Penry-Jones är från 2007 gift med den irländska skådespelaren Dervla Kirwan. Penry-Jones är bland annat känd för rollen som Adam Carter i BBC-serien Spooks. 

## Filmografi i urval
- 1997 – Jane Eyre
- 1998 – Hilary & Jackie
- 2001 – Charlotte Gray
- 2002 – The Four Feathers
- 2003 – Spionerna från Cambridge (TV-serie)
- 2004–2008 – Spooks (TV-serie)
- 2005 – Match Point
- 2005 – Casanova (TV-serie)
- 2007 – Övertalning (TV-film)
- 2012 – Red Tails
- 2009–2013 – Whitechapel (TV-serie)
- 2015–2017 – Black Sails (TV-serie)
- 2022 – The Batman
- 2024 – Those About to Die (TV-serie)